# Vicente Gayo
Vicente Gayo fue una banda mexicana de rock, perteneciente al math rock y rock experimental proveniente de Ciudad Satélite que fusiona elementos de música electrónica, circuit bending y vertientes del punk con una filosofía DIY. Actualmente radicados en la Ciudad de México. Han tocado en festivales como el Vive Latino y el SXSW.

## Historia
La banda tiene sus orígenes en Meet Your Feebles, una antigua banda de post-hardcore y rock progresivo en la que participaban todos los actuales miembros de Vicente Gayo. Un año después de la disolución de Meet Your Feebles y, tras meditar el camino musical que la banda quería tomar, así como el aprendizaje de nuevas habilidades (como el circuit bending), nace Vicente Gayo.

Tras un año de planeación y posproducción, graban con Erick Spartacus en Estudio Asrael y lanzan su disco homónimo de manera independiente. En marzo de 2009 revelan lo que sería su primer sencillo, Fin de Transmisión, seguido de la canción GaYo. Esto les abre paso en los medios de música independiente y crean una fuerte base de fanes, llegando a tocar en el Festival de Música Iberoamericana Vive Latino en el año de 2010, año en el que su disco homónimo es reeditado por la disquera e imprenta Jus Records.

La banda vuelve a tocar una vez más en el Festival Vive Latino en el año de 2011 y, para celebrarlo, lanzan en descargar directa el sencillo Cosas Que Encontrar. En octubre de 2012 se libera su segundo y último álbum de estudio "Despierta y Vence" el cual les permitió llegar hasta Estados Unidos tocando en festivales cómo el South By Southwest y Never Say Never. En 2014 son nuevamente invitados al Vive Latino y el mismo año en Morelia, México dieron su último show culminando en la disolución de la banda.

## Miembros
- Alan Ortiz Grande (Alanity) (Voz, bajo, teclado)
- Josue Ortiz Grande (Guitarra, voz, teclado)
- Javier Sánchez Garduño (Guitarra, voz)
- Armando Castellanos Díaz (Batería)

## Discografía
- Vicente Gayo (2009)
- Despierta y Vence (2012)